# Boxe aux Jeux asiatiques de 1998
Navigation
Édition précédente Édition suivante
Les compétitions de boxe anglaise des Jeux asiatiques 1998 se sont déroulées du 7 au 18 décembre à Bangkok, Thaïlande.

## Résultats

### Podiums
| Catégories                    | Or                        | Argent               | Bronze                                        |
| Poids mi-mouches (-48 kg)     | Suban Pannon              | Yang Xiangzhong      | Kim Sung-soo Pak Chun                         |
| Poids mouches (-51 kg)        | Pramuansak Phosuwan       | Hermensen Ballo      | Haider Ali Choi Jin-woo                       |
| Poids coqs (-54 kg)           | Dingko Singh              | Timur Tulyakov       | Sontaya Wongprates Marat Mazimbayev           |
| Poids plumes (-57 kg)         | Somluck Kamsing           | Tulkunbay Turgunov   | Eric Canoy Norihisa Tomimoto                  |
| Poids légers (-60 kg)         | Pongsith Wiangwiset       | Timur Suleymanov     | Shin Eun-chul Tümentsetsegiin Üitümen         |
| Poids super-légers (-63,5 kg) | Mahammatkodir Abdoollayev | Willem Papilaya      | Pongsak Rientuanthong Densmaagiin Enkhsaikhan |
| Poids welters (-67 kg)        | Parkpoom Jangphonak       | Nurzhan Smanov       | Nariman Ataev Bae Ho-jo                       |
| Poids super-welters (-71 kg)  | Yermakhan Ibraimov        | Im Jung-bin          | Komgrit Nanakon Batmönkhiin Enkhbayar         |
| Poids moyens (-75 kg)         | Vyacheslav Burba          | Dilshod Yarbekov     | Mohammad Kaddour Kim Ho-chul                  |
| Poids mi-lourds (-81 kg)      | Sergey Mihaylov           | Lee Seung-bae        | Gurcharan Singh Shaukat Ali                   |
| Poids lourds (-91 kg)         | Ruslan Chagaev            | Muzaffar Iqbal Mirza | Rouhollah Hosseini Mohammad Abu-Khadijeh      |
| Poids super-lourds (+91 kg)   | Mukhtarkhan Dildabekov    | Mohammad Reza Samadi | Lazizbek Zokirov Shahid Hussain               |

### Tableau des médailles
| Place | Pays              | Médaille d'or, Asie | Médaille d'argent, Asie | Médaille de bronze, Asie | Total |
| ----- | ----------------- | ------------------- | ----------------------- | ------------------------ | ----- |
| 1     | Thaïlande         | 5                   | 0                       | 3                        | 8     |
| 2     | Ouzbékistan       | 3                   | 4                       | 2                        | 9     |
| 3     | Kazakhstan        | 3                   | 1                       | 1                        | 5     |
| 4     | Inde              | 1                   | 0                       | 1                        | 2     |
| 5     | Corée du Sud      | 0                   | 2                       | 5                        | 7     |
| 6     | Indonésie         | 0                   | 2                       | 0                        | 2     |
| 7     | Pakistan          | 0                   | 1                       | 3                        | 4     |
| 8     | Iran              | 0                   | 1                       | 1                        | 2     |
| 9     | Chine             | 0                   | 1                       | 0                        | 1     |
| 10    | Mongolie          | 0                   | 0                       | 3                        | 3     |
| 11    | Corée du Nord     | 0                   | 0                       | 1                        | 1     |
| 11    | Japon             | 0                   | 0                       | 1                        | 1     |
| 11    | Jordanie          | 0                   | 0                       | 1                        | 1     |
| 11    | Philippines       | 0                   | 0                       | 1                        | 1     |
| 11    | Syrie             | 0                   | 0                       | 1                        | 1     |
| Total | 15 pays médaillés | 12                  | 12                      | 24                       | 48    |